# Département Mayo Boneye
Das Département Mayo Boneye ist ein Département im Südwesten des Tschad. Es liegt im nordöstlichen Teil der Provinz Mayo-Kebbi Est, die Hauptstadt ist Bongor. Beim Zensus im Jahr 2009 wurden 242.845 Einwohner gezählt.

## Verwaltungsuntergliederung
Das Département ist in sieben Unterpräfekturen unterteilt:
- Bongor
- Gam
- Kim
- Koyom
- Moulkou
- Rigaza
- Samga